# یاسمین پریرا
یاسمین پریرا (انگلیسی: Jasmine Pereira؛ زادهٔ ۲۰ ژوئیهٔ ۱۹۹۶) بازیکن فوتبال اهل نیوزیلند است.
وی همچنین در تیم‌های ملی فوتبال New Zealand women's national under-17 football team, New Zealand women's national under-20 football team، و زنان نیوزیلند بازی کرده‌است.

## دیگر رونوشت ها
رده:بازیکنان فوتبال بازی‌های المپیک نیوزیلند